# Hagi Tudorache
Hagi Tudorache (n. 1768, Curtea de Argeș – ?, mahalaua Oțetari din București) a fost un renumit comerciant român.
El a avut nouă copii împreună cu soția sa, din care doi au murit de tineri. Printre cei rămași se numără trei fete și patru băieți (Costache, Ghiță, Iancu și Mihalache). Toți s-au ocupat cu comerțul, după ce au făcut practică în prăvălia tatălui lor. El a extins afacerea de lipscănie, cumpărând prăvălii și terenuri prin tot Bucureștiul. 
Deși nu știa carte, Hagi Tudorache și-a creat un păienjeniș negustoresc, care cuprindea spațiul dintre București și Leipzig, plus Balcanii. Peste 200 de negustori erau prezenți în catastiful firmei. Era un întreprinzător ingenios și în privința transportului mărfurilor. Primele magazine ambulante au fost create la inițiativa lui Hagi Tudorache, afacerea fiind de mare succes.